# 应用题
应用题（word problem）是一种数学题類型，此類題型的特點就是出題人用自然语言而不是数学符号的方式問問題。這些問題有些甚至看上去有點像小故事。

## 例子
以下就是一個常見的應用題：
Tess每四分钟可以画两块木板，艾莉每两分钟可以画三块木板。如果总共有240块木板，而她們同時画木板的話，那麼需要多少時間木板就能全部畫完？
为了用代数解决这样的问题，人们會嘗試列出方程组求解答案。